# 신응조
신응조(申應朝, 1804년 ~ 1899년)는 조선 말기의 문신이며, 고종 때 우의정과 좌의정을 지냈다. 자는 유안(幼安), 호는 계전(桂田)·구암(苟菴), 시호는 문경(文敬). 본관은 평산이다. 종묘의 고종실에 배향됨으로써 종묘배향공신이 되었다. 정언공 신효의 후손이다. 사사로이는 흥선대원군의 이종사촌 형이 된다.

## 생애
1852년(철종 3) 정시문과에 병과로 급제하였다. 철종 때 뒤늦게 관직에 올라서 부사과가 되고, 성균관대사성과 이조참의를 거쳐 고종 때 우승지가 되며, 흥선대원군의 신임을 받아 그의 측근으로 활동했다. 이후 흥선대원군의 측근으로 활동하며, 그의 각별한 신임으로 인해 그의 집권기에 예문관제학, 이조참판, 사헌부대사헌, 홍문관제학, 강원도관찰사, 형조판서, 이조판서까지 한다. 흥선대원군의 실각 이후에도 고종의 신임을 받아 평안도관찰사로 나갔다가 홍문관제학이 되고 사헌부대사헌, 예조판서, 예문관제학, 형조판서를 거쳐 홍문관제학, 예문관제학, 사헌부대사헌, 공조판서를 거쳐 사헌부대사헌이 되고 경상도관찰사를 지내다 사헌부대사헌, 예문관제학, 예조판서, 판의금부사를 거쳐 임오군란 때 흥선대원군에 의해 우의정이 되지만, 임오군란이 종결된 후 사퇴를 했고 판중추부사에 있다가 나중에 좌의정(정1품) 을 하다 곧 영중추부사가 된다.